# Герб Мурманска
Герб города Мурманск — опознавательный и представительно-правовой знак, составленный по правилам геральдики, являющийся общественно-историческим символом города Мурманска, удостоенного звания «Город-герой», и отражающий специфику его географического положения и особой роли в экономической жизни Российской Федерации.

## Описание и обоснование символики
Геральдическое описание (блазон) гласит:
В лазоревом поле вверху - развевающийся усеченный вымпел, многократно рассеченный золотом и в цвет поля, внизу - транспортное (без парусов) судно; в золотой оконечности лазоревая рыба с золотыми глазами и жабрами.
Принятые цвета на поле щита обозначают: лазоревый и золотистый — полярную ночь и день, золотистый цвет нижней части — богатство морей, в которых промышляют Мурманские рыбаки. Силуэт рыбы символизирует основную отрасль промышленности города — рыбную. Силуэт корабля отражает Мурманск как крупный морской порт. Полярное сияние подчёркивает географическое положение города за Полярным кругом".

## История герба

### Первый герб
Конкурс на лучший проект герба был объявлен в 1966 году. Наиболее подходящим был сочтён эскиз мурманского архитектора Николая Петровича Быстрякова. 20 сентября 1968 года герб и положение о нём были утверждены городским Советом депутатов трудящихся. 
Впервые официально изображение герба было опубликовано 3 сентября 1968 года в газете «Полярная звезда». Герб тогда описывался так: 
в синем поле изображён золотой рыболовный траулер под северным сиянием; в золотой оконечности щита синяя рыба; в верхней части герба золотыми буквами написано слово «МУРМАНСК»
5 октября 2000 года Мурманским городским Советом было принято решение № 38-331 об утверждении Положения «О гербе муниципального образования город-герой Мурманск».

### Современный герб
25 ноября 2004 года решением № 44-403 была принята новая редакция Положения о гербе. Были внесены два изменения, убравшие некоторые «негеральдические» мотивы. Название синего цвета было изменено на лазоревый, традиционное для геральдики, и убрана надпись в верхней части герба. Остальные элементы герба не были изменены..
30 сентября 2010 года решением № 28-286 Совета депутатов города Мурманска было принято новое Положение о гербе муниципального образования город Мурманск, в котором были внесены изменения в описание герба. Герб внесён в Государственный геральдический регистр Российской Федерации с присвоением регистрационного номера 738.

### Проект 2012 года
В мае 2012 года Администрация города Мурманска приняла решение о необходимости внесения изменения в герб Мурманска. Был объявлен конкурс на новый герб Мурманска. 
Тогда был разработан проект герба с щитодержателями - золотыми грифонами. Рыбе придали форму трески, а корабль без парусов заменили на традиционное для Кольского Севера судно – коч. Также было упрощено изображение северного сияния и добавлен девиз: «ЗА СТАРЫЕ ПРЕДЕЛЫ». 
Тогда же был представлен и проект флага Мурманска, основанного на новом гербе. Новые флаг и герб приняты не были.